# Saguenay (stad)
Saguenay is een stad (ville) in Canada, provincie Québec, hoofdstad van het administratieve gebied Saguenay-Lac-Saint-Jean. De stad is gelegen aan de rivier Saguenay. Saguenay werd in 2002 gevormd door samenvoeging van de steden Chicoutimi (de grootste plaats met ca. 60.000 inwoners), Jonquière en La Baie met de gemeenten Laterrière, Lac-Kénogami, Shipshaw en een gedeelte van het kanton Tremblay. Saguenay heeft 147.197 inwoners (2005), van wie meer dan 98 procent Franstalig is. De stad ligt in een afgezonderde regio met een guur klimaat, die sinds enige tijd langzaam ontvolkt raakt. Saguenay is de zetel van een rooms-katholiek bisschop en van de Université du Québec à Chicoutimi met zo'n 7000 studenten.

## Geschiedenis
Een eerste handelspost werd in 1676 door de Franse kolonisten gevestigd op de plaats van het latere Chicoutimi. Chicoutimi zelf werd in 1842 gesticht, Jonquière in 1847. In 1996 werd de stad getroffen door een zware overstroming. De nieuwe naam van de huidige stad is door een referendum bepaald, waarbij de meerderheid van de bevolking de voorkeur aan de naam Saguenay gaf.

## Economie
De primaire verwerking van de natuurlijke hulpbronnen uit de omgeving vormt vanouds de basis van de plaatselijke economie, zoals de papier- en aluminiumvervaardiging. Tegenwoordig is de tertiaire sector echter van groter belang. Er bevinden zich waterkrachtcentrales bij Shipshaw.